# Дебрецен (аеропорт)
Міжнародний аеропорт Дебрецена (угор. Debreceni nemzetközi repülőtér) (IATA: DEB, ICAO: LHDC) — один з міжнародних аеропортів Угорщини, розташований за 5 км на південний захід від Дебрецена, другого за величиною міста Угорщини. Доступний для сусідніх регіонів — Словаччини, Румунії та України.
Аеропорт має сполучення з центром міста і залізничним вокзалом Дебрецена шаттл-автобусами. Із залізничного вокзалу Дебрецена чи з центру міста можна доїхати у аеропорт на автобусах R1 та R2. Квиток можна придбати в автоматах, спеціалізованих касах та табачних магазинах міста за 350 форинтів (звичайна ціна для усього міського громадського транспорту м.Дебрецен) або безпосередньо в автобусі у водія за 450 форинтів. Раніше аеропорт мав власну залізничну станцію (нині закрита).

## Історія
Аеропорт був побудований в 30-х роках XX століття і спочатку виконував, головним чином, військові функції. Під час Другої світової війни тут розташовувався військовий аеродром. Після закінчення війни аж до 1991 року тут знаходилася радянська військово-повітряна база.
У 1991 році радянські війська передали базу угорському уряду, в 1994 році був прийнятий план реконструкції аеропорту в цивільних цілях. З кінця 2001 року виконуються комерційні рейси усередині країни, з 2002 року відкрито міжнародні рейси. У 2004 році споруджено митний і прикордонний пункт, що завершило перетворення аеропорту в повноцінний міжнародний.

## Авіакомпанії і напрямки, грудень 2021
| Авіакомпанія      | Пункт призначення |
| ----------------- | --- |
| Corendon Airlines | Сезонний чартер: Анталія |
| FlyEgypt          | Сезонний чартер: Хургада |
| Lufthansa         | Мюнхен |
| Smartwings        | Сезонний чартер: Анталія, Корфу, Закінф |
| Wizz Air          | Париж-Бове, Брюссель-Шарлеруа, Ейндговен, Київ–Жуляни, Лондон–Лутон, Тель-Авів Сезонно: Ларнака, Москва–Внуково, Пальма-де-Мальорка, Санторіні |

## Статистика
Див. джерело запитів Вікіданих та джерела.
| № | Місто     | Аеропорт (и)                   | Щотижневі відправлення (літо 2015) | Авіакомпанії |
| - | --------- | ------------------------------ | ---------------------------------- | ------------ |
| 1 | Лондон    | Лутон                          | 10                                 | Wizz Air     |
| 2 | Ейндховен | Ейндховен                      | 3                                  | Wizz Air     |
| 3 | Бергамо   | Міжнародний аеропорт Караваджо | 2                                  | Wizz Air     |
| 4 | Бове      | Бове                           | 2                                  | Wizz Air     |
| 5 | Шарлеруа  | Брюссель-Шарлеруа              | 2                                  | Wizz Air     |
| 6 | Мальме    | Мальме                         | 2                                  | Wizz Air     |

| Рік  | Пасажири | Зміни    |
| ---- | -------- | -------- |
| 2000 | 1 883    | n/a      |
| 2001 | 4 435    | +135,5 % |
| 2002 | 5 922    | +33,5 %  |
| 2003 | 6 122    | +3 %     |
| 2004 | 14 476   | +136 %   |
| 2005 | 33 119   | +129 %   |
| 2006 | 36 939   | +11,5 %  |
| 2007 | 42 900   | +16%     |
| 2008 | 42 650   | −0,5%    |
| 2009 | 25 060   | −41%     |
| 2010 | 24 415   | −2,5%    |
| 2011 | 19 135   | −21,5%   |
| 2012 | 47 746   | +149,5%  |
| 2013 | 129 231  | +170,66% |
| 2014 | 145 709  | +12,75%  |
| 2015 | 172 212  | +18,04%  |
| 2016 | 284 965  | +65.47%  |